# Dumitru Mustață
Dumitru Mustață (n. 28 aprilie 1929, Răchițele, România – d. 1977) a fost un scrimer olimpic român specializat pe sabie.

## Carieră
A fost elevul antrenorului Constantin Panescu la Clubul Sportiv al Armatei (acum CSA Steaua). A fost de cinci ori campion național la individual în perioada 1960-1965 și de 13 ori pe echipe cu Steaua din 1959 până în 1972. A participat la Jocurile Olimpice de vară din 1960 de la Roma, clasându-se pe locul 31 la individual și pe locul 5 pe echipe. Pentru realizările sale a fost numit Maestru al sportului în anul 1967.
După ce s-a retras, a devenit antrenor al lotului olimpic de sabie, cu care a câștigat o medalie de bronz la Campionatul Mondial din 1975 de la Budapesta și la Jocurile Olimpice din 1976 de la Montreal și o medalie de argint la Campionatul Mondial din 1977 de la Buenos Aires. Printre elevii săi s-au numărat Ioan Pop, Dan Irimiciuc, Cornel Marin, Alexandru Nilca și Marin Mustață. A fost numit antrenor emerit în anul 1976.

## Distincții
- Ordinul „Meritul Sportiv” clasa a III-a (18 august 1976) „pentru rezultatele deosebite obținute la Jocurile olimpice de vară de la Montreal – 1976, precum și pentru contribuția adusă la dezvoltarea activității sportive și la creșterea prestigiului sportului românesc pe plan internațional”[4]